# Kyberkultura

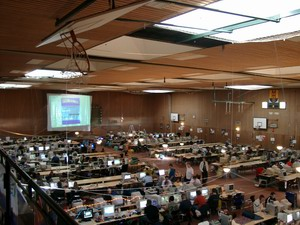
Sraz hráčů PC her

Kyberkultura je obtížně vymezitelný postmoderní pojem. Označují se jím tradičně hackerské a internetové subkultury, hnutí kyberpunku, vize budoucí společnosti transformované moderními technologiemi, kyberkultura slouží k pojmenování kulturní praxe spojené s využíváním informačních a komunikačních technologií a také jako označení historické a aktuální reflexe nových médií.

## Pojmové vymezení
Nejméně zkreslující definici podává nejspíše brněnský teoretik Jakub Macek, který rozděluje ve shodě s jinými koncepcemi kyberkulturu na dvě období: ranou a současnou.
Raná se interpretuje jako soubor inovátorských subkultur, jež daly vzniknout kulturnímu rozměru pokročilých informačních a komunikačních technologií. Tento proces se vymezuje zhruba od počátku 60. do poloviny 90. let.
Současná kyberkultura je soubor kulturních a symbolických praktik spojených s novými technologiemi a její nástup se datuje počátkem 90. let.
Hranice obou období jsou pouze mlhavé.

## Stávající koncepty kyberkultury
Různé přístupy k pojmu kyberkultura se dají ohraničit do jedné ze čtyř charakteristických kategorií. Každý koncept je navíc doplněn o nejvýznamnější představitele, kteří se teorií kyberkultury zabývali.

### Utopické koncepty
Mezi utopické koncepty se řadí mimo jiné ty nejstarší s nejužším vymezením. Jsou charakteristické orientací na optimistickou informační budoucnost a často jsou spojovány se subkulturou hackerů, kyberpunkerů a prvních uživatelů počítačů.
Toto pojetí chápe kyberkulturu jako kulturu informační společnosti, která se právě rodí nebo která nastane v budoucnu.
Mezi nejvýznamnější teoretiky tohoto směru patří Piérre Lévy, Douglas Rushkoff či Andy Hawk.

### Informační koncepty
Informační koncepty vidí v kyberkultuře kulturní rozměr naší informační společnosti.

Představitelé tohoto přístupu jsou např. Margaret Morse či Lev Manovich.

### Antropologické koncepty
Antropologické koncepty vnímají kyberkulturu jako součást současné lidské praxe, jako životní styl.

Podle antropologa Arthuro Escobara vznikl tento životní přístup s rozvojem informačních technologií a biotechnologií a směřuje k ustanovení nového světového řádu. Jiný, skeptičtější antropologický názor reprezentuje např. David Hakken.

### Epistemologické koncepty
epistemologické koncepty chápou kyberkulturu jako pojmenování teoretické reflexe kyberkultury v některém z předchozích tří vymezení či jako reflexi nových informačních a komunikačních technologií. Jedním z představitelů je Lev Manovich.

## Vývoj kyberkultury
Popis subkultur, které kyberkulturu utvářely mezi 60. až 90. léty, a hlavních milníků ve vývoji kyberkultury.

### 60. léta

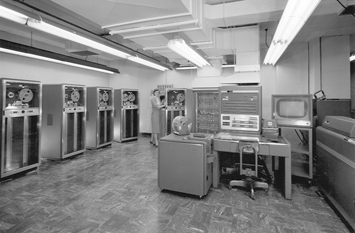
IBM 704 – počítač, na němž se učila programovat první generace hackerů

Hlavními představiteli jsou vysokoškolští studenti, programátoři a vědci v Severní Americe. Charakteristická pro tuto etapu je v rámci subkultury nedůvěra k autoritě a tělesnosti, touha po neomezeném kontaktu s technologií, víra v kladný potenciál počítače, protispolečenské ladění, a vznik hackerských ideálů.
Příčinou vzniku kyberkultury jsou jistě zejména počátky vývoje počítačů. Nicméně jsou i některé další vlivy, jako formulování konceptu kyborga Manfredem Clynes and Nathanem Klinem v roce 1960, realizace myšlenky hypertextu Douglasem Engelbartem či vznik ARPANETu, první počítačové sítě.
Výsadní postavení v tomto období má první generace hackerů, původně skupiny studentů Massachusettského technologického institutu (MIT), kteří pod vlivem frustrace z přístupu školy, jež silně omezovala přístup k jedinému počítači, sestavují v té době ještě nepsaný hackerský kodex. Z MIT se hackerské myšlenky o svobodném přístupu k počítačům a informacím šíří i na další univerzity propojené ARPAnetem.

### 70. léta

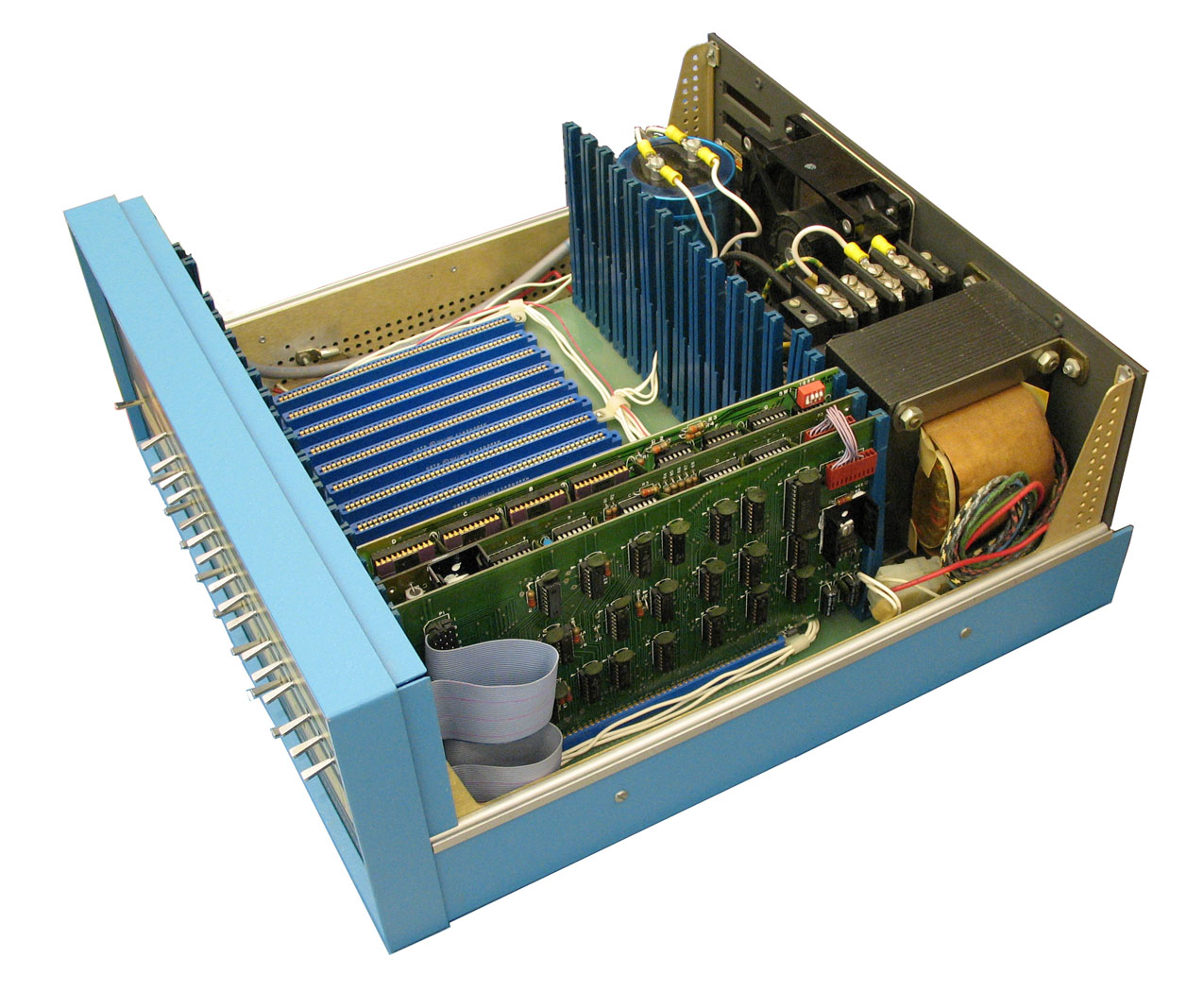
Altair 8800 – první osobní počítač

V 70. letech 20. století se kulturní dopad počítačových technologií začíná promítat i mimo univerzity. Tento proces odstartoval vznik prvního mikroprocesoru Intel 4004 (1971). Tento objev zapříčinil revoluci v pojetí počítače a odstartoval nepsaný závod, na jehož konci stál první osobní počítač Altair 8800 (1974). Jednalo se o zásilkově dodávaný model, který bylo nutné nejprve sestavit, naprogramovat a jeho funkce se omezovala na blikání barevných diod podle naprogramovaného klíče. Jedním ze šťastných zájemců, na něž se toto nedostatkové zboží dostalo, byl i mladý Bill Gates, jak zachycuje i snímek Piráti ze Silicon Valey.
Tento vynález měl záhy mnohé více či méně sofistikované následovníky s různou mírou komerčního využití. Po USA masově vznikají počítačové kluby, které se hlásí k hackerskému odkazu a zabývají se sestavováním PC. Nejúspěšnějším výsledkem se v tomto období může pochlubit dvojice Steve Jobs a Steve Wozniak z Homebrew Computer Clubu, kteří přivedli na trh osobní počítač Apple II. Apple II se záhy stal součástí mnoha kanceláří, čímž začala éra posouvání digitálních technologií do osobní sféry člověka.

Hackerská komunita se v tomto období obohacuje o již zmíněné počítačové kluby a také o takzvané phone phreakers, mladíky, kteří pomocí dětské elektronické hračky obelstívají Bellovu telefonní společnost a zadarmo tak mohou vést i – jinak placené – mezistátní telefonáty. Spolu s jejich příchodem se začíná pomalu posouvat význam slova „hacker“ k negativnějším významům. .

Sci-fi literatura se vyznačuje novým směrem, který ji má posunout od brakové produkce k závažnějším tématům. Tímto směrem je Nová vlna vyznačující se silným technodeterminismem.

### 80. léta
V západní Evropě a Severní Americe se v 80. letech stává počítač již pevnou součástí domácí zábavy a pomocníkem v kancelářské práci. Dynamicky se rozvíjí první veřejné počítačové sítě, což umožňuje i vznik prvních velkých virtuálních subkultur, zhusta sdružujících počítačové hráče.
Sci-fi v tomto období po vydání Neuromancera Williama Gibsona ovládne směr kyberpunku, který se vymezuje proti předchozí Nové vlně. Technologie v něm sice hraje také podstatnou úlohu, ale oproti svému předchůdci je kyberpunk více kritický. Vyznačuje se antiutopickým a protisystémovým laděním, futurismem, a stylovým hlavním hrdinou. Do science fiction je díky kyberpunku adaptován koncept kyborga. Subkultura kyberpunku, kterou proslavil Neuromancer a filmový Blade Runner se stává mluvčím kyberkultury 80. let.
Často jsou citováni teoretici nových médií 60. a 70. let jako Marshall McLuhan či Jean Baudrillard a jejich teorie významně přispívají k technooptimistickému ladění společnosti.
a rozvinutí konceptu kyborga.
Nová generace hackerů, tzv. crackeři se zabývá nabouráváním zabezpečení lokálních sítí, vývojem volného software a prolamováním ochrany placených počítačových programů. Předchozí generace se od tohoto jednání distancuje. Crackeři se přesto cítí jako pokračovatelé hackerských myšlenek a dokonce doplňují kodex o několik dalších pravidel typu „bojuj s mocí“, „udělej to sám“ či „vrať šum do systému“. Také identita hackera v představách lidí se mění. Ze schématu počítačového průkopníka v bílé nažehlené košili se stává v myslích (zejm. kyberpunkových fanoušků) postava „datového kovboje“ a desperáta. Většinová společnost však spojuje s pojmem hacker kriminální živel a ideu vandalismu.

### 90. léta a dále

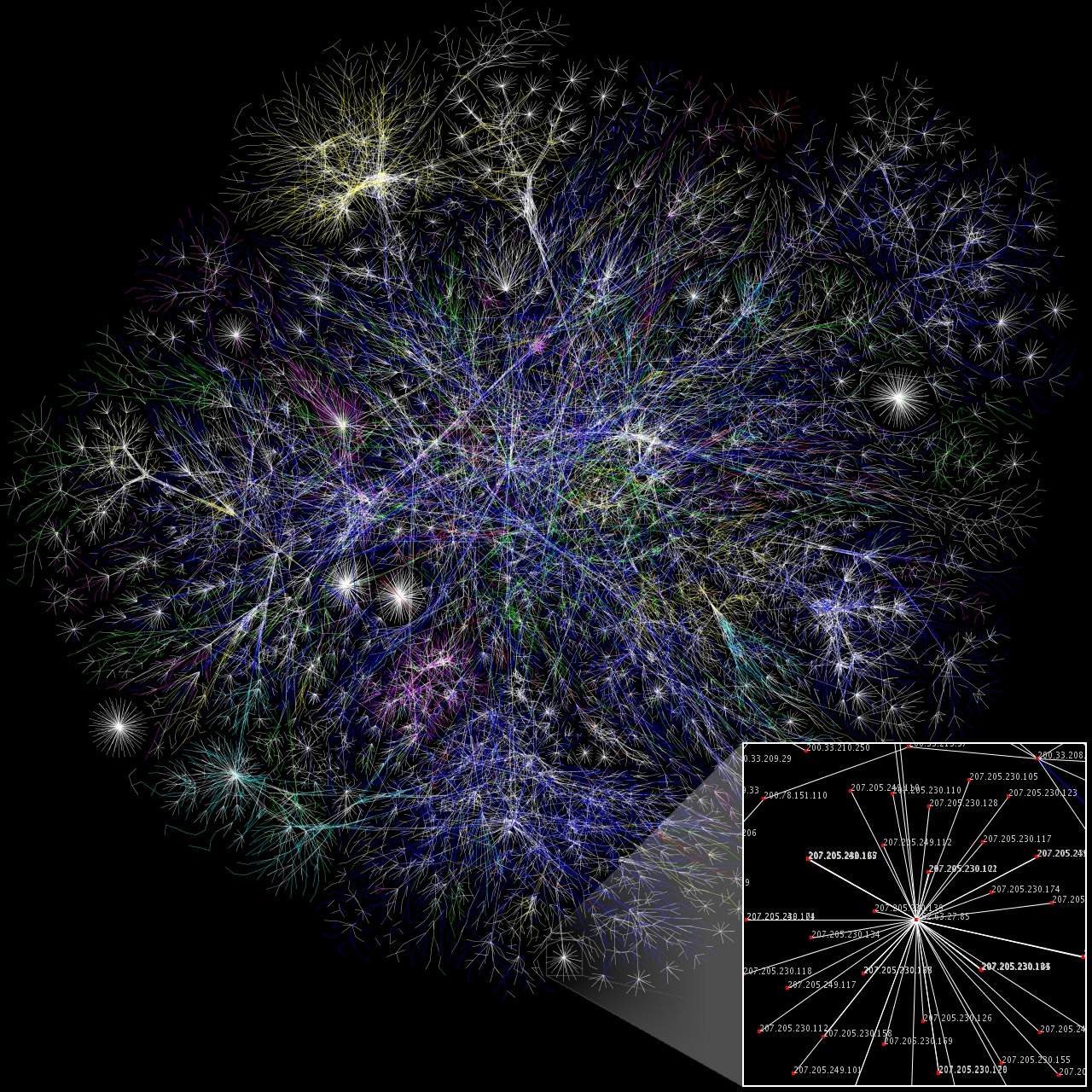
Vizualizace provázanosti různých internetových serverů

Počátek 90. let se nese ve znamení politizace a následného zákonodárného ukotvení způsobu využívání počítače a počítačových sítí. Zároveň většina dosavadních subkultur, které doposud utvářely kyberkulturu, zaniká nebo splývá s mainstreemem. Hardware se takřka plně standardizuje po vzoru IBM většinu trhu ovládají velké společnosti jako Microsoft a Apple. Dochází k masovému šíření PC do celého světa a s tímto rozšířením přichází i vývoj uživatelského grafického rozhraní osobních počítačů. Obrovský význam pro nově se rodící etapu kyberkultury má nástup World wide webu. 

Počítačoví hackeři již několik let monitorovaní FBI jsou považovaní za zločince a jsou na ně pořádány hromadné zátahy po celých Spojených státech. První takovou akcí, při níž bylo zatčeno na desítky crackerů a jejich přátel, byla tajná akce Sundevil v roce 1990. Oproti tomu ovšem americká vláda v první polovině 90. let vynakládá nemalé částky na projekt Národní informační infrastruktury, jejímž cílem je masové šíření demokracie po světě prostřednictvím internetu. 

Podle některých hlasů kyberpunk na počátku dekády umírá, protože je přijmut mainstreemovou kulturou. Dokladem toho jsou i některé pozdější megafilmy jako Matrix. Ne všichni jeho zastánci jsou však toho názoru. Mnozí mluvčí kyberpunku (tzv. digitální avantgardase sdružují okolo časopisu Mondo 2000 (1989). Tento měsíčník byl jakýmsi předvojem magazínu Wired (1993), který nejvýrazněji přispěl k zanesení kyberkultury do populární kultury. Jeho přispěvateli byli technooptimisté jako Timothy Leary, Nicholas Negroponte či Howard Rheingold. Jejich nekritický přístup byl zpochybněn až esejí Kalifornská ideologie, jejímiž autory byl Richard Barbrook a Andrew Cameron. Postavili se v ní za zkoumání i negativních dopadů kybernetiky a virtuálního prostředí na počítačové uživatele a za kritickou reflexi nových médií a vyčetli Wired to, že pomíjí vznik digerati – digitální elity, která má do proklamovaných ideálů demokracie velmi daleko. Tato esej přinesla obrat k technorealistickým tezím. 

Internet přinesl řadu otázek, s nimiž se kyberkulturální výzkum pokouší vyrovnat. Jedná se zejména o otázky tělesnosti ve virtuálním prostředí, ztráty identity v kyberprostoru a o reflexi proměny společnosti vlivem počítačových technologií.

### Články
Jakub Macek: Koncept rané kyberkultury  (http://macek.czechian.net/texts/macek-koncept_rane_kyberkultury.pdf Archivováno 9. 9. 2016 na Wayback Machine.)

Jakub Macek: Raná kyberkultura (http://is.muni.cz/th/14931/fss_m/scan.pdf)

Francisco Milliarch: Net Ideologie: From Cyber-liberalism to Cyber realism

Lincoln Dahlberg: Internet Research Tracings: Toward Non-Reductionist Methodology

Marshall McLuhan vs. Playboy (rozhovor) 

Andy Hawk: Future culture manifesto

Steven Levy: Hackers, heroes of the computer revolution

Tom Maddox: After the Deluge (Cyberpunk in the '80s and '90s) 

Lewis Shiner: Uvnitř Hnutí (In: Ikarie 11/2001) 

Dana R. Fisher, Larry M. Wright: On Utopias and Dystopias: Toward an Understanding of the Discourse Surrounding the Internet  (In: Journal of Computer-Mediated Communication 6/01) 

Kevin Robins: Kyberprostor a svět, ve kterém žijeme (In: Host/Revue pro média 5/03) 

Steve Mizrach: Is Cyberpunk the Counterculture of the 1990's?  (http://www.fiu.edu/~mizrachs/Cyberpunk_as_Counterculture.htm%5B%5D) 

Steve Mizrach: Old Hackers, New Hackers: What's the Difference?  (http://project.cyberpunk.ru/idb/old_and_new_hackers.html) 

### Knihy a studie
Katherine Hayles: How we became Posthuman

Marshall McLuhan: Gutenbergova galaxie

Marshall McLuhan: Rozumět médiím

Christopher Horrocks: Marshall McLuhan a virtualita

Piérre Lévy: Kyberkultura

Arthuro Escobar: Cyberfutures